# Arctic Climate Impact Assessment
Das Arctic Climate Impact Assessment (ACIA) (auf Deutsch etwa: Klimafolgenabschätzung für die Arktis) ist eine vom Arktischen Rat in Auftrag gegebene und 2004 veröffentlichte Studie zu den Folgen der globalen Erwärmung in der Arktis. Mehr als 300 Wissenschaftler beschreiben darin detailliert, welche Klimaveränderungen in der Arktis bisher zu beobachten waren und welche in der Zukunft zu erwarten sind.

## Studie
Das ACIA ergab, dass sich die Erderwärmung auf die Arktis in besonderer Weise auswirkt. Die Lufttemperaturen steigen wegen der polaren Verstärkung fast doppelt so stark an wie im weltweiten Durchschnitt, die große Mehrheit aller Gletscher nördlich des Polarkreises zieht sich zurück, und das arktische Meereis nimmt seit einigen Jahrzehnten deutlich an Fläche ab. Tier- und Pflanzenarten wandern aus südlicheren Regionen ein und treten mit der Flora und Fauna der Arktis in Kontakt.
Seit Mitte des 20. Jh. waren bis zu Beginn des 21. Jh. die Durchschnittssommertemperaturen in Alaska und Sibirien um zwei bis drei Grad Celsius gestiegen. Im Winter waren es rund drei bis vier Grad Celsius. Die Forscher rechnen mit einem Anstieg der Durchschnittstemperaturen der Arktis in den nächsten hundert Jahren im Schnitt auf dem Festland um etwa vier bis sieben Grad Celsius. Über dem Meer wird eine Erhöhung von sieben bis zehn Grad Celsius erwartet. Sollte sich dies bewahrheiten, werde der Eissockel in Grönland wohl komplett schmelzen und der Wasserspiegel um fast sieben Meter steigen.
Gegen Ende des 21. Jahrhunderts werde der Nordpol nach den Erwartungen der Wissenschaftler eisfrei sein. Eine Fläche von rund 990.000 Quadratkilometern Eis sei in den letzten 30 Jahren bereits abgeschmolzen. Das Abschmelzen des Eises setze einen Feedbackmechanismus in Gang, da die Sonnenstrahlen immer weniger reflektiert würden und daher die Erwärmung immer schneller voranschreitet.
Für die in der Arktis lebenden Menschen bedeute der Klimawandel dem Bericht zufolge eine besondere Herausforderung. Traditionelle Lebensweisen, die zum Teil seit mehreren Jahrhunderten ununterbrochen fortgeführt worden waren, dürften sich als nicht länger tauglich erweisen. Bereits heute mehrt sich die Zahl der Fälle, in denen Eskimo-Jäger auf zu dünn gewordenem Meereis einbrechen und ertrinken. Ganze Dörfer müssen aus Küstenregionen verlegt werden, weil Häuser durch die Erosion infolge der tauenden Permafrostböden einsturzgefährdet werden. Ähnliche Risiken lauern auch auf die übrige Infrastruktur in der Arktis, wozu besonders ölführende Pipelines zählen.
Die Wissenschaftler stützen ihre Berechnungen auf die Annahme, dass es zu keiner radikalen Veränderung des globalen Kohlendioxidausstoßes kommt. Einige Schäden seien irreversibel, da es mindestens Jahrzehnte dauere, die durch Treibhausgase verursachte Erwärmung in den Griff zu bekommen. Andere Schäden könnten laut der Studie aber signifikant reduziert werden.